# Netta Pierwsza
Pour les articles homonymes, voir Netta (homonymie).
Netta Pierwsza est un village de Pologne, situé dans la gmina d'Augustów, dans le Powiat d'Augustów, dans la voïvodie de Podlachie.

## Source
- (en) Cet article est partiellement ou en totalité issu de l’article de Wikipédia en anglais intitulé « Netta Pierwsza » (voir la liste des auteurs).